# Journal of Noncommutative Geometry
Journal of Noncommutative Geometry is een internationaal, aan collegiale toetsing onderworpen wetenschappelijk tijdschrift op het gebied van de niet-commutatieve meetkunde.
De naam wordt in literatuurverwijzingen meestal afgekort tot J. Noncommut. Geom.
Het tijdschrift wordt uitgegeven door de European Mathematical Society en verschijnt 4 keer per jaar.
Het eerste nummer verscheen in 2007.